# Cerkiew św. Jana Chrzciciela w Piszczacu
Cerkiew św. Jana Chrzciciela – unicka cerkiew w Piszczacu, wzniesiona na miejscu świątyni prawosławnej.
Prawosławna cerkiew św. Jana Chrzciciela z pewnością funkcjonowała w Piszczacu przed 1570. Po zawarciu aktu unii brzeskiej miejscowa parafia przyjęła jej postanowienia (tak, jak uczynił to biskup Dionizy Zbirujski w imieniu całej eparchii chełmskiej). Na miejscu starszego budynku wzniesiona została nowa cerkiew unicka najpóźniej przed 1731. Budynek ten istniał do 1840, gdy został całkowicie zniszczony przez pożar. Przez kolejne trzydzieści pięć lat piszczaccy unici uczęszczali na nabożeństwa w swoim obrządku odprawiane w miejscowym kościele.
Po likwidacji unickiej diecezji chełmskiej unicką placówkę duszpasterską automatycznie zamieniono na prawosławną. W latach 1892–1895 jej świątynią był zarekwirowany katolikom dawny kościół, w 1907 przy rynku w Piszczacu zbudowana została nowa cerkiew, w 1919 przejęta na potrzeby parafii łacińskiej.